# 张量回归
张量回归就是数据的自变量是张量的回归。张量回归求解的过程依赖于张量分解，常见的张量分解方式包括CP分解和Tucker分解。利用两种张量分解的方法可以把权重张量分解成低秩的张量，降低需要估计的参数的个数。求解权重张量分解后的低秩张量时，通常利用最小二乘法或者最优化中的梯度下降法。最后再用求得的低秩向量近似还原权重张量。